# Місіс Делловей
«Місіс Делловей» (англ. Mrs Dalloway) — четвертий роман англійської письменниці Вірджинії Вулф, опублікований 14 травня 1925 року. Розповідає про один день вигаданої героїні Клариси Делловей, світської дами повоєнної Англії. Один із найвідоміших романів письменниці. У жовтні 2005 року роман «Місіс Делловей» увійшов до списку 100 найкращих англомовних романів, написаних після 1923 року, за версією Times.

## Дійові особи
- Клариса Делловей — головна героїня роману, світська дама повоєнноїАнглії. Дружина Річарда і мати Елізабет. Протягом розповіді займається організацією вечірнього прийому.
- Річард Делловей — чоловік Клариси, захоплений своєю роботою в уряді.
- Елізабет Делловей — 17-річна донька Клариси й Річарда. У неї трохи східний вигляд, стримана, релігійна, захоплюється політикою та історією.
- Септімус Воррен Сміт — 30-річний ветеран Першої світової війни, потерпає від галюцинацій, пов'язаних із загибеллю його друга і командира Еванса, у нього сильний нервовий розлад. Одружений з Лукрецією.
- Лукреція (Реція) Сміт — дружина Септімуса. Народилася в Італії, після одруження переїхала до Англії, де потерпає від захворювання чоловіка і сумує за покинутим домом і сім'єю.
- Саллі Сетон — дівчина, у котру була закохана Клариса. Вона провела багато часу з сім'єю Клариси в молодості, але потім одружилася, народила п'ятьох дітей і стала рідко з ними бачитись.
- Г'ю Вітберд — пихатий друг Клариси. Стурбований своїм соціальним становищем. Має невизначену посаду при дворі, хоча вважає себе цінним членом аристократії.
- Пітер Волш — старий друг Клариси, котрий одного разу запропонував їй свою руку і серце, але отримав відмову. Тривалий час провів в Індії. Один із гостей на вечірці.
- Сер Вільям Бредшоу — відомий і шанований психіатр, до якого звернувся Септімус.
- Міс Кілман — учителька історії Елізабет. Здобула хорошу освіту, але з початком війни втратила роботу, оскільки має німецькі корені. У неї взаємна неприязнь з Кларисою, але вона любить проводити час з Елізабет.

## Сюжет
Роман розповідає про рани, завдані Першою світовою війною кільком особам із середнього класу британського суспільства. У центрі сюжету Клариса, в яку ще до війни був закоханий Пітер Волш, але вона одружилася з більш спокійним та надійним Річардом Делловеєм, який став чільним політиком. Уже після війни Клариса готує прийом, де сподівається побачити красивих, елегантних і дуже вихованих людей, що приємно і витончено проводять час. Напередодні прийому з Індії приїздить Пітер Волш, який закохався в Індії в одружену жінку і тепер прагне розлучення. Є трагічна лінія солдата з потьмареним розумом, що вчинив самогубство через те, що психіатри хотіли помістити його в лікарню. Він вважав свою участь у війні злочином і гріхом після того, як на його очах розірвало міною його бойового товариша Еванса. Дія постійно переноситься із довоєнного часу, коли всі були такі щасливі, молоді та невинні, у 1923 рік, і можна побачити, яке провалля розділяє тих, хто був на смертоносних полях жахливої війни, і тих, хто безнапасно читали про неї в газетах. Життя триває, пройде ще трохи років, і рани будуть зализані. Люди будуть готові до нової бійні. У центрі все ж історія любові, для котрої не існує ні воєн, ні миру.

## Стиль
У романі «Місіс Делловей» вся дія, за винятком флешбеків, відбувається червневого дня 1923 року в Лондоні. Роман є прикладом класичного вулфівського «потоку свідомості» як способу викладу розповіді: кожна сцена описується, заломлюючись і размиваючись у потоці свідомості її учасників. Вулф навмисно розмиває межі між прямою і непрямою мовою, вільно міняє тип оповіді, включаючи описи та внутрішні монологи. Завдяки обраній манері у центрі уваги авторки — «не сама людина в її неподільній єдності внутрішнього і зовнішнього, особистого і соціального, а лише фактура людської свідомості, психологічна реальність як така: асоціації та згадки, що накладаються одна на одну, летючі думки й невловні відтінки почуттів, хиткі настрої та сплески емоцій». Таким чином розповідь пов'язує понад 20 дійовихосіб, але велика частина роману присвячена Кларисі Делловей і Септімусу Сміту.

## Український переклад
Український переклад Тараса Бойка опублікований українською платформою краудпаблішингу Komubook 2016 року.
- Вулф В. Місіс Делловей / переклад з англ. Тараса Бойка. — К.: Комубук, 2016. — 208 с.

## Екранізації
1997 року роман екранізувала режисер Марлен Горріс. Головні ролі виконали: Клариса: Ванесса Редґрейв, Клариса в молодості: Наташа Мак-Елгон.
Однойменний роман Майкла Каннінгема і знята за його сторінками драма «Години» оповідає про трьох жінок, взаємопов'язаних між собою, однією з яких є Вірджинія Вулф (зіграна Ніколь Кідман). У фільмі вона пише книгу «Місіс Делловей», персонажкою якої опосередковано є інша героїня картини — Клариса.